# Neu-Götzens
Neu-Götzens ist ein Ort in den Gemeinden Götzens und Natters im Bezirk Innsbruck-Land, Tirol (Österreich). Er liegt südwestlich von Innsbruck auf einer Mittelgebirgsterrasse und gehört zum Gerichtsbezirk Innsbruck.
Neu-Götzens liegt rund 2 km östlich des Dorfkerns von Götzens, an der Straße nach Mutters (L 304, Neugötzener Straße), unweit des Natterer Sees. Der Ort gehört teilweise zu Götzens (größerer Teil im Westen) und teilweise zu Natters (östlich angrenzend, baulich verbunden) und wuchs stark im Rahmen der Vorbereitungen für die Olympischen Winterspiele 1964 in Innsbruck.